# کوپاریون
کوپاریون (نام علمی: Koparion) نام یک سرده از راسته خزنده‌کفلان است.